# Hans von Borsody
Pour les articles homonymes, voir Borsody.
Hans von Borsody, né le 20 septembre 1929 à Vienne et mort le 4 novembre 2013 à Kiel, est un acteur allemand.
Son père, Eduard von Borsody, est réalisateur, son oncle, Julius von Borsody, est décorateur et sa fille, Suzanne von Borsody, est également actrice.

## Filmographie
- 1958 : Les Diables verts de Monte Cassino (Die Grünen Teufel von Monte Cassino) de Harald Reinl
- 1960 : Schlagerraketen – Festival der Herzen d'Erik Ode
- 1961 : Les Corsaires des Caraïbes (Il conquistatore di Maracaibo) d'Eugenio Martín
- 1963 : Dans les griffes de l'homme invisible (de) (Der Unsichtbare) de Raphael Nussbaum
- 1964 : Héros sans retour (Marcia o crepa) de Frank Wisbar
- 1964 : Les Aventuriers de la jungle (Duelo en el Amazonas) d'Eugenio Martín
- 1964 : Buffalo Bill, le héros du Far-West (Buffalo Bill, l’eroe del Far West) de Mario Costa
- 1964 : Sept contre la mort (Sette contro la morte) d'Edgar G. Ulmer
- 1966 : Trunk to Cairo de Menahem Golan
- 1966 - 1967 : La Vengeance de Siegfried (Die Nibelungen) d'Harald Reinl (film en deux parties)
- 1970 : Dans l'enfer de Monza (Formula 1 - Nell'Inferno del Grand Prix) de Guido Malatesta